# Cappella di Santo Staso
La cappella di Santo Staso (variazione dialettale del nome Eustachio) è un ex luogo di culto cattolico rurale di Acquaviva delle Fonti, nella città metropolitana di Bari. È sita in via Sant'Eustachio, nell'omonima contrada.

## Storia
Le prime testimonianze dell'esistenza della cappella di Santo Staso sono alcuni documenti notarili dell'Archivio del Capitolo di Acquaviva del XV e del XVI secolo.
Come si evince dallo Stato delle Chiese di Acquaviva nel 1717, già nel 1717 la cappella non era più adibita al culto. Nel medesimo testo è documentata la presenza, all'interno del sacello, di affreschi murari, sebbene già in stato di logoramento, di un altare con un'immagine di sant'Eustachio, anch'essa dipinta sul muro, e di una copertura a cupola.
Essa è ancora citata nel 1729 nella Breve Storia delle Chiese di Acquaviva nell'anno 1729, scritta dal canonico Gerolamo Tommaso Rosa, e tra alcuni beni di un catasto onciario del 1751.
Successivamente è stata adibita a deposito agricolo, mentre attualmente è in stato di abbandono.
Dell'ex cappella rimangono solo le pareti laterali. Infatti la cupola e l'abside, semidirute, furono abbattute definitivamente nel 1935. Inizialmente la cupola fu sostituita da un tetto a falda singola in assi di legno coperte da tegole, mentre oggigiorno la fabbrica è priva di copertura. L'originario ingresso fu murato, aprendone un altro dove prima era collocato l'altare, ovvero sulla parete opposta.

## Descrizione
La struttura è a pianta centrale (nello specifico, quadrata).
All'interno tutti gli affreschi e l'altare sono andati persi.